# Gente comune (film)
Gente comune (Ordinary People) è un film del 1980 diretto da Robert Redford, che rappresenta il suo debutto nella regia cinematografica. È tratto dal romanzo Gente senza storia di Judith Guest del 1976. La colonna sonora del film si basa sul celebre Canone di Pachelbel. Il film è valso a Robert Redford il premio Oscar alla regia e a Timothy Hutton quello per miglior attore non protagonista.

## Trama
I Jarrett, una famiglia alto-borghese della periferia di Chicago, tentano di tornare alla vita normale dopo la morte del primogenito Buck e il tentativo di suicidio del secondo figlio Conrad. Dopo una permanenza di quattro mesi in un ospedale psichiatrico, Conrad si sente alienato dai suoi amici e parenti e decide di consultare uno psichiatra, il dottor Berger. Quest'ultimo apprende le circostanze della morte di Buck, il fratello maggiore idolatrato da tutti, a seguito di un incidente in barca a vela che coinvolse anche Conrad, il quale - a seguito dell'accaduto - soffre di un disturbo da stress post-traumatico e presenta i sintomi della sindrome del sopravvissuto.
Calvin, il padre di Conrad, tenta di ricreare un rapporto equilibrato con il figlio sopravvissuto e, parallelamente, di comprendere sua moglie Beth. Quest'ultima nega infatti il dolore per la perdita del figlio maggiore, tentando di mantenere la propria compostezza, nella vana speranza di riportare la serenità in famiglia. Pare che Beth avesse una predilezione per il figlio primogenito, probabilmente idealizzato, mentre il tentativo di suicidio di Conrad ha raggelato i sentimenti della donna nei confronti del figlio minore, anche se Beth è comunque determinata a mantenere un'apparenza di perfezione e normalità al fine di mantenere una sorta di controllo sulla quotidianità, malgrado la tragedia che ha sconvolto la famiglia.
Conrad comincia a lavorare su di sé con il dottor Berger, imparando a lasciare andare le proprie emozioni invece di tentare di controllarle. Comincia a uscire con Jeannine, una compagna di scuola, che lo aiuta a riguadagnare un senso di ottimismo ma, nonostante ciò, egli fatica ancora a comunicare e ristabilire una relazione normale con i genitori e i compagni di scuola, con i quali ha un impetuoso confronto: non sembra permettere a nessuno di avvicinarsi a lui, in particolar modo alla madre, con cui si confronta in animate discussioni che il padre tenta di moderare, stando in genere dalla parte di Conrad per timore di spingerlo nuovamente nel baratro.
Il culmine della tensione viene raggiunto poco prima di Natale, quando Conrad s'infuria con la madre perché lei esita nel fare una foto con lui, nonostante la vana insistenza del padre, finendo per imprecare malamente contro di lei in presenza dei nonni. In seguito, Beth scopre che Conrad ha abbandonato la squadra di nuoto a cui era iscritto, mentendo sistematicamente sulle sue uscite nel doposcuola; ciò provoca una discussione infiammata fra i due, in cui Conrad rinfaccia alla madre di non avergli fatto mai visita all'ospedale, sostenendo che se fosse stato Buck a trovarsi ricoverato al suo posto, lei sarebbe andata a trovarlo, a cui Beth risponde seccamente dicendo che Buck non sarebbe mai finito in ospedale.
In questo drammatico confronto esplode il conflitto tra Conrad e la madre, con il padre che cerca di farsi da mediatore. Tuttavia anche Calvin inizia a ripensare al rapporto con la moglie e si ritrova lui stesso a parlarne con il dottor Berger, per poi cercare di chiarire con la moglie come la morte del figlio abbia condizionato anche il loro rapporto. Difatti, tutti pensano che il problema sia Conrad, ma in realtà lui è solo il catalizzatore che induce i genitori a ripensare all'episodio della morte del figlio maggiore. Beth è infatti incapace di affrontare la realtà, continua a negare l'esistenza di problemi e accusa invece il marito di lasciarsi manipolare dal figlio, con cui tenta ancora di ridurre il più possibile i contatti. Beth e Calvin, allora, si concedono una breve vacanza a Houston, dal fratello di Beth, ma durante la permanenza Calvin incalza di nuovo la moglie, criticandola per il suo atteggiamento evasivo e scatenando così in lei uno sfogo che fa emergere lo stato di grave sofferenza repressa in cui ella si trova.
Conrad, nel frattempo a casa dei nonni, apprende con disperazione che Karen, un'amica conosciuta all'ospedale psichiatrico, si è suicidata. Qualche settimana prima i due si erano visti, e solo ora, ricordando alcune vaghe parole dette dalla ragazza durante l'incontro, Conrad capisce che l'ottimismo da lei dimostrato nascondeva in realtà il desiderio di morire. Nonostante il dolore per quest'ulteriore tragedia, una seduta catartica con il dottor Berger permette a Conrad di smettere d'incolparsi per la morte del fratello e di accettare le fragilità della madre.
Purtroppo, pur vedendo come il figlio sembri aver deciso di riconciliarsi con i suoi genitori, Calvin vede come ciò non sia bastato per Beth, quindi si confronta con lei un'ultima volta. Pensando a tutto quello che è successo, l'uomo mette in discussione il loro rapporto e le chiede se ella sia mai stata in grado di amare veramente qualcuno. La donna, sconvolta, chiusa nel proprio dolore ed incapace di affrontare le proprie emozioni, decide di lasciare la famiglia.
La mattina, Conrad vede la madre andarsene e, sul giardino davanti a casa, ha anche lui un'ultima discussione con Calvin, che gli ricorda come alcuni avvenimenti sfuggano al controllo, ma che di questo non deve biasimare se stesso. Così, finalmente, inizia il tentativo di un rapporto autentico tra i due che, abbracciatisi, tornano in casa ad affrontare la nuova situazione familiare.

## Personaggi
Molti attori del film furono nominati all'Oscar ma solo Timothy Hutton riuscì a vincere la statuetta come miglior attore non protagonista, questa fu una nemesi storica per la lunga carriera di Redford che invece ebbe da attore una sola candidatura, nel 1974 per La stangata.
La scelta del ruolo di madre, algida e puritana, era ricaduta su Mary Tyler Moore in quanto molto attiva nella televisione e adatta ad un film che si ispirava molto a questo canale comunicativo invece che al cinema.

## Produzione
Il film si svolge quasi completamente tra la casa dei Jarrett e lo studio dello psichiatra di Conrad. Tuttavia si fa notare come sia più "casa" lo studio dello psichiatra, un po' buio, disordinato ma intimo, che la casa dei Jarrett, ampia e luminosa ma fredda.
Le scene vennero girate a Salt Lake, un quartiere esclusivo alla periferia di Chicago, e durarono per dodici settimane senza interruzione.
La scelta di ambientare il film nel nord degli Stati Uniti, laddove predomina una visione puritana, non è casuale, in quanto proprio qui la borghesia si preoccupava più dell'apparenza e dei giudizi della gente che della reale condizione umana e proprio il finale del film non ha una conclusione lieta ma suona come una dura condanna alla situazione della borghesia che difatti porta al fallimento completo e alla dissoluzione dei rapporti.
Il soggetto usato si basava sul romanzo di Judith Guest che però era considerato alquanto mediocre. Fu poi Alvin Sargent a rimaneggiarlo e a rivederlo completamente fino a dargli quella forza che gli varrà l'oscar per la migliore sceneggiatura non originale.

### Riprese
Le riprese iniziarono il 9 ottobre 1979 e si conclusero il 10 gennaio 1980. Uscì negli Usa il 19 settembre 1980. In Italia arrivò nei cinema il 26 febbraio 1981.

## Accoglienza

### Critica
La critica fu divisa al momento dell'uscita del cinema e alcuni considerarono la prima opera da regista di Redford come un tentativo di volersi occupare di argomenti troppo seri e troppo difficili.
Il film tuttavia viene considerato alquanto "anacronistico".

## Riconoscimenti
- 1981 – Premio Oscar
  - Miglior film a Ronald L. Schwary
  - Migliore regia a Robert Redford
  - Miglior attore non protagonista a Timothy Hutton
  - Migliore sceneggiatura non originale a Alvin Sargent
  - Candidatura Miglior attrice protagonista a Mary Tyler Moore
  - Candidatura Miglior attore non protagonista a Judd Hirsch
- 1981 – Golden Globe
  - Miglior film drammatico
  - Migliore regia a Robert Redford
  - Miglior attrice in un film drammatico a Mary Tyler Moore
  - Miglior attore non protagonista a Timothy Hutton
  - Miglior attore debuttante a Timothy Hutton
  - Candidatura Miglior attore in un film drammatico a Donald Sutherland
  - Candidatura Miglior attore non protagonista a Judd Hirsch
  - Candidatura Migliore sceneggiatura a Alvin Sargent

- 1982 – British Academy Film Awards
  - Candidatura Miglior attrice protagonista a Mary Tyler Moore
  - Candidatura Miglior attore debuttante a Timothy Hutton
- 1980 – National Board of Review Award
  - Miglior film
  - Migliore regia a Robert Redford
  - Migliori dieci film
- 1981 – Kansas City Film Critics Circle Award
  - Miglior film
  - Migliore regia a Robert Redford
  - Miglior attore non protagonista a Timothy Hutton
- 1980 – New York Film Critics Circle Award
  - Miglior film
  - Candidatura Migliore regia a Robert Redford
  - Candidatura Miglior attrice protagonista a Mary Tyler Moore

- 1980 – Los Angeles Film Critics Association Award
  - Miglior attore non protagonista a Timothy Hutton
- 1982 – Awards of the Japanese Academy
  - Candidatura Miglior film straniero
- 1981 – Directors Guild of America
  - Migliore regia a Robert Redford, Ronald R. Schwary, Steve Perry e Michael Britton (Assistenti Registi)
- 1981 – Nastro d'argento
  - Candidatura Migliore regia a Robert Redford
- 1981 – National Society of Film Critics Award
  - Candidatura Miglior attrice protagonista a Mary Tyler Moore
  - Candidatura Miglior attore non protagonista a Timothy Hutton
- 1981 – Writers Guild of America
  - Migliore sceneggiatura a Alvin Sargent